# Мандзин Віталій Ігорович

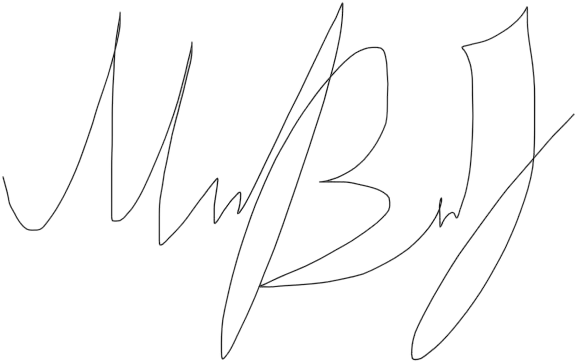
Автограф Віталія Мандзина

Віта́лій І́горович Ма́ндзин ( нар. 5 квітня 2003 року, м. Підгайці, Тернопільський район, Тернопільська область)  — український спортсмен, бронзовий призер етапу кубка світу з біатлону, срібний призер чемпіонату світу з біатлону 2024 (юніори), срібний та  бронзовий призер чемпіонатів Європи з біатлону 2023-24рр., дворазовий чемпіон, срібний та дворазовий бронзовий призер чемпіонатів світу з літнього біатлону серед юніорів, багаторазовий чемпіон та призер чемпіонатів України з біатлону.

## Біографія
Віталій Мандзин народився у місті Підгайці на Тернопільщині. Однак вже до шестирічного віку переїхав з родиною в Тернопіль. До 5 класу навчався у Тернопільському навчально-виховному комплексу №32. Деякий час відвідував музикальну школу, де грав на сопілці та кларнеті. Тоді вступив до Тернопільської спеціалізованої школи I-III ступенів № 5 з поглибленим вивченням іноземних мов, в якій до дев'ятого класу навчався на відмінно. У школі Віталій Мандзин віддавав перевагу математиці, англійській мові та фізичній культурі. У 2020 році склав зовнішнє незалежне оцінювання з української мови та літератури (184 бали), англійської мови (190 балів) та математики (164 бали) . І на зараз Віталій є студентом одразу двох тернопільських закладів вищої освіти: Західноукраїнського національного університету та Тернопільського національного педагогічного університету імені Володимира Гнатюка.
Улюблена пора року - весна .

## Спортивна кар'єра
Свою спортивну кар'єру Віталій Мандзин почав з бойових мистецтв, а саме — айкідо. В ньому він пробув до десятирічного віку, після чого став займатися біатлоном. Як згадує сам Віталій, зацікавився цим зимовим двоборством завдяки старшій сестрі Мар'яні. Першим міжнародним стартом для юного тернополянина стали III зимові юнацькі Олімпійські ігри у Лозанні (Швейцарія). На них Віталій зміг продемонструвати найкращий результат серед інших представників збірної України — 5 місце в спринті. В сезоні 2021/2022 Мандзин в складі збірної України здобув бронзову нагороду в естафеті на етапі юніорського кубку світу в Мартел-валь-Мартелло.
Сезон 2022/23
Першим офіційним став літній чемпіонат світу з біатлону 2022, у німецькому Обергофі, де він посів третє місце в гонці переслідування серед юніорів. Цього ж року відбувся дебют і на кубку світу в Гохфільцені, Австія. Перед Новим роком разом з Олександрою Меркушиною вибороли бронзові нагороди в Різдвяній гонці в Німеччині. Після Нового року в складі збірної України Віталій долучився до зайнятого другого місця на етапі юніорського кубку світу в Хааньї, Естонія та до третього місця на юніорському чемпіонаті Європи в латвійській Мадоні
Сезон 2023/24
У літньому сезоні 2023/24 Мандзин продовжив підготовку у складі національної збірної України під керівництвом Юрая Санітри. Вперше Віталій випробував себе на неофіційних змаганнях з літнього біатлону. В Норвегії на фестивалі Blink він посів 4 місце у суперспринті, а через кілька днів у Німеччині в шоу-гонці City biathlon Wiesbaden разом з німкенею Емі Фаб'єн Дункель посіли другу позицію.
На чемпіонаті світу з літнього біатлону, що відбувався у Брезно-Осрблі (Словаччина) Віталій поповнив свою колекцію нагород та здобув бронзову нагороду у спринтерській гонці, п'єдестал якої, вперше за історію вітчизняного біатлону зайняли виключно українці: Богдан Борковський став чемпіоном, а Степан Кінаш срібним призером. На наступний день в гонці переслідування Мандзин вийшов під третім номером з відставанням від лідера в 6 секунд. Фінішував Віталій другим, одразу за ним фінішував Богдан Борковський, часовий проміжок між ними склав 1 секунду. Перший змагальний триместр пройшов для Мандзина на етапах кубка IBU за результами яких він відібрався на наступні етапи кубка світу та чемпіонат Європи з біатлону 2024. Після чого послідувала змагання на юніорському рівні: чемпіонат Європи (срібло в масстарті-60) та чемпіонат світу (срібло в класичній естафеті).
Сезон 2024/25
З сезону 24/25 чоловічу збірну України очолила Надія Білова, перший офіційний старт — чемпіонат світу з літнього біатлону 2024 в Естонії. Віталій виграв спринтерську, а згодом і гонку переслідування, ставши дворазовим чемпіоном світу у своїй віковій групі. Найкращим особистим результатом за сезон стало 4-те місце в індивідуальній гонці в Контіолахті (Фінляндія). В складі естафетної команди Віталій разом з Артемом Тищенком, Антоном Дудченком та Дмитром Підручним посіли 3 місце на етапі кубка світу в Нове-Место (Чехія).  

## Спортивні результати
| 2024/2025 Підсумки | 2024/2025 Підсумки | Контіолахті | Контіолахті | Контіолахті | Контіолахті | Контіолахті | Контіолахті | Гохфільцен | Гохфільцен | Гохфільцен | Ансі | Ансі | Ансі | Обергоф | Обергоф | Обергоф | Обергоф | Рупольдінг | Рупольдінг | Рупольдінг | Антхольц | Антхольц | Антхольц | ЧС Ленцерхайде | ЧС Ленцерхайде | ЧС Ленцерхайде | ЧС Ленцерхайде | ЧС Ленцерхайде | ЧС Ленцерхайде | ЧС Ленцерхайде | Нове-Место | Нове-Место | Нове-Место | Поклюка | Поклюка | Поклюка | Поклюка | Осло | Осло | Осло |
| Очків              | Місце              | Озм         | Зм          | Ест         | КорІнд      | Спр         | МС          | Спр        | ГП         | Ест        | Спр  | ГП   | МС   | Спр     | ГП      | Озм     | Зм      | Інд        | Ест        | МС         | Спр      | Ест      | ГП       | Зм             | Спр            | ГП             | Інд            | Озм            | Ест            | МС             | Спр        | ГП         | Ест        | КорІнд  | МС      | Зм      | Озм     | Спр  | ГП   | МС   |
| 230                | 31                 | —           | 6           | 7           | 4           | 14          | 27          | 33         | 45         | 12         | 16   | 25   | 19   | 17      | 20      | —       | 9       | 55         | 6          | 25         | 61       | 8        | —        | —              | 36             | 19             | 17             | —              | 8              | 27             | 38         | 39         | 3          | 34      | —       | 9       | —       | 54   | DNS  | —    |

| 2023/2024 Підсумки | 2023/2024 Підсумки | Естерсунд | Естерсунд | Естерсунд | Естерсунд | Естерсунд | Естерсунд | Гохфільцен | Гохфільцен | Гохфільцен | Ленцерхайде | Ленцерхайде | Ленцерхайде | Обергоф | Обергоф | Обергоф | Рупольдінг | Рупольдінг | Рупольдінг | Антхольц | Антхольц | Антхольц | Антхольц | ЧC Нове-Место | ЧC Нове-Место | ЧC Нове-Место | ЧC Нове-Место | ЧC Нове-Место | ЧC Нове-Место | ЧC Нове-Место | Осло | Осло | Осло | Осло | Солджер Холлоу | Солджер Холлоу | Солджер Холлоу | Канмор | Канмор | Канмор |
| Очків              | Місце              | Озм       | Зм        | Інд       | Ест       | Спр       | Гп        | Спр        | ГП         | Ест        | Спр         | ГП          | МС          | Спр     | ГП      | Ест     | Ест        | Спр        | ГП         | КорІнд   | Озм      | Зм       | МС       | Зм            | Спр           | ГП            | Інд           | Озм           | Ест           | МС            | Інд  | МС   | Озм  | Зм   | Ест            | Спр            | ГП             | Спр    | ГП     | МС     |
| 12                 | 76                 | —         | —         | —         | —         | —         | —         | —          | —          | —          | —           | —           | —           | 31      | 39      | 13      | 18         | 53         | 52         | —        | —        | —        | —        | —             | —             | —             | —             | —             | —             | —             | —    | —    | —    | —    | 9              | 48             | DNS            | 64     | —      | —      |

| 2022/2023 Підсумки | 2022/2023 Підсумки | Контіолахті | Контіолахті | Контіолахті | Контіолахті | Гохфільцен | Гохфільцен | Гохфільцен | Ансі | Ансі | Ансі | Поклюка | Поклюка | Поклюка | Поклюка | Рупольдінг | Рупольдінг | Рупольдінг | Антхольц | Антхольц | Антхольц | ЧС Обергоф | ЧС Обергоф | ЧС Обергоф | ЧС Обергоф | ЧС Обергоф | ЧС Обергоф | ЧС Обергоф | Нове-Место | Нове-Место | Нове-Место | Нове-Место | Естерсунд | Естерсунд | Естерсунд | Осло | Осло | Осло |
| Очків              | Місце              | Інд         | Ест         | Спр         | ГП          | Спр        | Ест        | ГП         | Спр  | ГП   | МС   | Спр     | ГП      | Озм     | Зм      | Інд        | Ест        | МС         | Спр      | ГП       | Ест      | См         | Спр        | ГП         | Інд        | Озм        | Ест        | МС         | Спр        | ГП         | Зм         | Озм        | Інд       | Ест       | МС        | Спр  | ГП   | МС   |
| 0                  | —                  | —           | —           | —           | —           | 83         | —          | —          | 78   | —    | —    | —       | —       | —       | —       | —          | —          | —          | —        | —        | —        | —          | —          | —          | —          | —          | —          | —          | —          | —          | —          | —          | —         | —         | —         | —    | —    | —    |

### Чемпіонати Європи
| Рік  | Місце проведення             | Спринт | Гонка переслідування | Індивідуальна гонка | Масстарт | Змішана естафета | Естафета |
| ---- | ---------------------------- | ------ | -------------------- | ------------------- | -------- | ---------------- | -------- |
| 2024 | Брезно-Осрблі, Словаччина    | 12     | —                    | 16                  | —        | 9                | _        |
| 2025 | Мартел-валь-Мартелло, Італія | —      | —                    | —                   | —        | —                | 8        |

### Кубки IBU
| Рік  | Місце проведення       | Спринт | Гонка переслідування | Індивідуальна гонка | Масстарт | Змішана естафета |
| ---- | ---------------------- | ------ | -------------------- | ------------------- | -------- | ---------------- |
| 2022 | Ідре, Швеція           | 25, 51 | 31                   | —                   | —        | —                |
| 2023 | Контіолахті, Фінляндія | 40     | —                    | 14                  | —        | 9                |
| 2023 | Ідре, Швеція           | 24, 13 | 11                   | —                   | —        | —                |
| 2023 | Шушен, Норвегія        | 8      | 11                   | —                   | —        | —                |

### ІІІ Зимові юнацькі Олімпійські ігри
| Рік  | Місце проведення   | Спринт | Індивідуальна гонка | Змішана естафета |
| ---- | ------------------ | ------ | ------------------- | ---------------- |
| 2020 | Лозанна, Швейцарія | 5      | 48                  | 5                |

### Чемпіонати світу з серед юнаків (юніорів)
| Юнаки  | Рік  | Місце проведення       | Спринт | Гонка переслідування | Індивідуальна гонка | Масстарт-60 | Естафета | Змішана естафета |
| ------ | ---- | ---------------------- | ------ | -------------------- | ------------------- | ----------- | -------- | ---------------- |
| Юнаки  | 2020 | Ленцерхайде, Швейцарія | 23     | 17                   | 24                  | —           | 7        | —                |
| Юнаки  | 2021 | Обертілліах, Австрія   | 20     | 25                   | 20                  | —           | 10       | —                |
| Юнаки  | 2022 | Солт-Лейк-Сіті, США    | —      | —                    | —                   | —           | —        | —                |
| Юніори | 2023 | Щучинськ, Казахстан    | 21     | 17                   | 50                  | —           | 11       | 9                |
|        | 2024 | Отепяя, Естонія        | 10     | —                    | 19                  | 4           | 2        | 8                |

### Чемпіонати Європи серед юніорів
| Рік  | Місце проведення  | Спринт | Гонка переслідування | Індивідуальна гонка | Змішана естафета | Одиночна змішана естафета | Масстарт-60 |
| ---- | ----------------- | ------ | -------------------- | ------------------- | ---------------- | ------------------------- | ----------- |
| 2022 | Поклюка, Словенія | 36     | 18                   | 9                   | —                | 11                        | —           |
| 2023 | Мадона, Латвія    | 19     | 11                   | 8                   | 3                | —                         | —           |
| 2024 | Якушице, Польща   | 13     | —                    | 4                   | —                | —                         | 2           |

### Юнірські кубки IBU
| Рік  | Місце проведення             | Спринт | Гонка переслідування | Індивідуальна гонка | Естафета | Змішана естафета | Одиночна змішана естафета |
| ---- | ---------------------------- | ------ | -------------------- | ------------------- | -------- | ---------------- | ------------------------- |
| 2021 | Мартел-валь-Мартелло, Італія | 15     | —                    | 35                  | 3        | —                | 4                         |
| 2022 | Поклюка, Словенія            | 8      | —                    | —                   | —        | —                | 4                         |
| 2023 | Хаанья, Естонія              | 8      | —                    | —                   | 2        | —                | —                         |

### Чемпіонати світу з літнього біатлону серед юніорів
| Рік  | Місце проведення          | Спринт | Гонка переслідування | Суперспринт (фінал) |
| ---- | ------------------------- | ------ | -------------------- | ------------------- |
| 2021 | Нове-Мєсто, Чехія         | 30     | —                    | 25                  |
| 2022 | Рупольдінг, Німеччина     | 8      | 3                    | 7                   |
| 2023 | Брезно-Осрблі, Словаччина | 3      | 2                    | 5                   |
| 2024 | Отепяя, Естонія           | 1      | 1                    | 6                   |